# Rafael Platón Sánchez
Le colonel Rafael Platon Sánchez Meraz est un militaire mexicain. 
Il est né dans l'Hacienda del Capadero (aujourd'hui municipalité de Platon Sánchez), Veracruz le 15 octobre 1831. Il participe à la Bataille de Puebla, durant l'Expédition du Mexique. Il est président du Conseil de guerre qui a condamné à mort l'empereur Maximilien et les généraux Miguel Miramón et Tomás Mejía. Il meurt assassiné par ses propres soldats qui s'étaient soulevés contre le gouvernement de Benito Juárez à Galeana, Nouveau León, le 30 novembre 1867.